# Эль-Кусайр
Эль-Кусайр (араб. القصير‎) — город на западе Сирии, расположенный на территории мухафазы Хомс. Административный центр одноимённого района.

## Гражданская война
В ходе Гражданской войны в Сирии после захвата города исламистскими повстанческими группировками из Эль-Кусайра бежали около 30 тысяч христиан. Христиан под угрозой расстрела в трёхдневный срок заставили покинуть свои дома. Христианские здания были разграблены, а затем разрушены или сожжены. Движимое и недвижимое имущество христиан распределено среди суннитских мусульманских семей.
В конце мая - начале июня 2013 года город стал ареной ожесточённых боёв между правительственными войсками при поддержке Хезболлы и отрядами мятежников. К этому времени Эль-Кусайр находится под контролем боевиков уже более года и был тщательно укреплен, так как поблизости от границы обеспечивал снабжение оппозиции в центральных районах страны.
Потери боевиков составили убитыми 2745 человек и 344 ранеными. Около 200 раненых поступили в ливанские больницы. Около 1000 человек задержаны. Не менее 600 боевиков удалось вырваться из окружения.
Наблюдатели отмечают соотношение убитых и раненых, которое говорит о полном отсутствии системы медицинской помощи и что значительная часть боевиков попросту умерла от ран в связи с неоказанием им помощи.

## Географическое положение
Город находится в западной части мухафазы, восточнее реки Оронт, поблизости от границы с Ливаном. Абсолютная высота — 539 метров над уровнем моря.
Эль-Кусайр расположен на расстоянии приблизительно 23 километров к юго-западу от Хомса, административного центра провинции и на расстоянии 110 километров к северо-северо-востоку (NNE) от Дамаска, столицы страны. Ближайший гражданский аэропорт расположен в городе Латакия.

## Демография
По данным официальной переписи 1981 года, население составляло 14 801 человек.
Динамика численности населения города по годам:
| 1970 | 1981   | 2003   | 2012   |
| ---- | ------ | ------ | ------ |
| 9240 | 14 801 | 37 899 | 46 772 |

## Достопримечательности
К северо-западу от города находятся руины древнего города Кадеш.